# 戰場女武神2 加利亞王立士官學校
《戰場女武神2 加利亞王立士官學校》是由世嘉公司於2008年4月24日發售的PlayStation3遊戲《戰場女武神》的續篇，於2010年1月21日發售的PSP遊戲行動戰略角色扮演遊戲軟體。在2010年的東京電玩展上，世嘉正式公佈續作《戰場女武神3》將在2011年1月27日於PSP平台發售。

## 概要
本作由一代首席製作人田中俊太郎率領原班人馬製作，承襲並強化一代所使用的「BLiTZ」系統，畫面部分則是一改前代的3D水彩畫風格，而使用一代動畫版的水彩手繪筆觸風格來呈現。以征歷1937年的加利亞公國王立士官學校為舞台，結合「校園」與「戰爭」兩大主軸，讓玩家體驗和平的學校與生死交關的戰場兩種截然不同的感受。

## 劇情簡介
故事發生於前作加利亞公國與東歐洲帝國聯合戰爭結束的2年之後，公國南部反達爾克斯人的叛亂軍加利亞革命軍發動的武裝起事，使加利亞公國陷入內戰的泥沼中，在正規軍鎮壓失敗的情況下，使得內戰變的更加的激烈。束手無策的加利亞公國只好將平亂的責任交付給藍席爾王立士官學校上，希望能發揮奇效，鎮壓叛亂。

## 遊戲系統

### 實況戰術區域戰鬥系統
本作使用改良版的BLiTZ系統來進行遊戲，關於此系統的概要，可以參考一代遊戲系統。與前作相較起來，這一代的BLiTZ系統作了以下的改變：
1. 畫面特效：刪去了模式切換時從上而下的運鏡特效與擊破敵兵後的人物特寫。
2. 加速系統：在敵方回合進行時，可以選擇加速或略過以減少等待時間。
3. 命令與領隊：下達命令時所需花費的指令點數的量作了平衡性的調整；新增了讓玩家自由任命可增加所擁有的指令點數的分隊長的功能。
4. 士氣指標：新增的特點，位於遊戲畫面右上的數字顯示了我軍當時的士氣狀況，進而影響到我軍單位良性或負面的潛能發動機率。

### 區域系統
區域
為了增加戰略挑戰性，本作將戰場從前一代的整塊大地圖，改成由一至五塊大小形狀不一的區域所組成。每塊區域依所屬地圖類型都有不同風貌的地形地物，區域裡也設有許多物件，像是可以攀爬的樓梯，或是需要架橋才能過的河谷，甚至是可以搭乘的礦車，都是可以與玩家展開互動，通常這些物件都是放在遊戲中的重要地點，善用它們可以幫助玩家大幅縮短過關時間。毋需諱言，雖然遊戲中的任務使用了不少重複的地圖，但只要我軍開始地點、敵方配置、區域連接方式甚至是天氣不同，整體玩起來就有不一樣的感覺。
據點
地圖的每塊區域中，有部分地方立有旗幟，遊戲將這些地方設定當作據點，佔領該地的步兵會升起代表陣營的軍旗，表示該陣營占有此據點。據點是各區域之間最常使用的移動方式，因此佔領據點等於是控制了行軍路線，可以從據點投入新的援軍，也可以讓受創的單位回到後方整補，另外，守在據點附近的單位還可以享有防禦力上的優勢，使得本作在據點攻防上的重要性大幅提升。
天氣與環境
本作大幅增加週遭環境對玩家的影響，像是沙暴會使單位視野與射擊能力下降，而夜晚會使索敵範圍降低，到了二代再加上區域系統之後，所能產生的變化性就更多了，玩家可能在沙漠地圖的區域1碰到炎熱的太陽，但卻在區域2被伸手不見五指的沙暴覆蓋。

### 強化改裝
武器開發與製作
繼承並強化一代的武器開發系統，玩家需從最低等級開始，循者樹狀結構的路線來開發新武器，其中有部分路線分支，需先取得必要的設計圖才能解鎖。在武器生產方面，除了等級限制外，從前作只需花費金錢即可生產，到了二代則加入素材需求的條件。玩家如果想要收集完全，得要花上不少時間。
素材強化
完成遊戲中的任務後可以得到一些不同種類的素材，依任務難度高低來決定所獲得素材的等級。素材最主要的用途是製作武器裝備，還可以使用任意兩個素材來暫時強化各兵科的單項能力，當然，越高級的素材所能強化的程度也越高。

### 任務
本作提供超過200個任務，配合PSP可隨時攜帶遊玩的特性，將一般普通任務遊戲時間壓縮至大約只須10到15分鐘即可完成，而部分困難的任務有可能要花費接近1個小時方能完成。
本作提供任務大略可分為下面6個種類：
1. 故事任務（ストーリーミッション，Story Mission）：有關於故事劇情推進的任務，一定要完成才能進入到下一個月。
2. 重點任務（キーミッション，Key Mission）： 每個月必須完成一定數量重點任務後，才能挑戰故事任務。
3. 自由任務（フリーミッション，Free Mission）：即為前作的游擊戰，可以讓玩家自由練功、賺錢的任務。
4. 同窗任務（クラスメイトミッション，Classmate Mission）：與同學個人劇情故事有關的任務，完成之後可以建立阿邦與該同學的信賴關係，同時潛能也會獲得強化。
5. 購買任務（購入ミッション，Buy Mission）：在學校販賣部花錢購買的額外追加任務。
6. 額外任務（エクストラミッション，Extras Mission）：在PSN網站付費下載的追加任務，詳見 追加下載任務。

當完成任務之後，玩家可以獲得素材、武器零件、金錢與經驗值作為報酬，表現優異的同學則可以獲得學分，如果有打倒身穿紅衣的王牌單位，更可以擄獲武器或設計圖。

## 多人連線
利用PSP便於多人連線作戰的優勢，本作比前一代增加了通訊合作與對戰兩種多人連線的新玩法。
通訊合作
在遊戲中大部分的任務都提供合作過關，最多可以讓四位玩家一同闖關，過關之後還可以交換所得到的素材。當玩家與戰友一同並肩作戰時，不但可使用的指令點數增加，能參戰的同學人數上升，更可以發動強力的同行系統和援護射擊來幫助過關。
通訊對戰
本作提供兩位玩家在特定的地圖上相互對戰，雙方使用同一個隊伍，勝負的關鍵就在於如何善用有限的指令點數來擊敗對手。

## 兵科
步兵是遊戲中的應用最廣泛的單位，依不同兵種而能發揮其相異的能力，而且像是佔領據點、開啟開關等特殊動作一定得要由步兵來執行。與前作相比，兵種數量由一代的12種增加到35種，並把原本獨立的狙擊兵變更為偵查兵系的上級兵種；而支援兵的設置地雷能力，改到新增的技甲兵身上。
遊戲兵科總共可分成偵查、突擊、技甲、支援兵與對戰車兵5個系，各系都有最开始的基本兵種，更進一步強化的上級兵種，以及各職業專精的最上級兵種，基本兵種如果想要轉職成上級兵種的話，需要先收集必要的學分與修了證。
偵查兵系
- 基本兵種：偵察兵
- 上級兵種：上級偵察兵、狙擊兵
- 最上級兵種：偵察獵兵、重偵察兵、狙擊獵兵、對戰車狙擊兵

遊戲中主要負責索敵與佔據點的兵種，移動力最高，防禦力則略為偏低，武器是標準的來福槍和手榴彈，之後可選擇繼續往偵察兵系發展或是往犧牲移動與防禦力換來高攻擊力的狙擊兵系發展。
突擊兵系
- 基本兵種：突擊兵
- 上級兵種：上級突擊兵、機關槍兵
- 最上級兵種：突擊獵兵、強襲兵、機關槍獵兵、重機關槍兵

玩家作戰團隊的中心骨幹，擁有水準以上的移動與防禦力，手持的衝鋒槍對一般的敵兵都有不錯的效果，之後可選擇繼續往突擊兵系發展或是轉職成機關槍兵系，負責隊伍中迎擊與支援攻擊的任務。
技甲兵系
- 基本兵種：技甲兵
- 上級兵種：上級技甲兵、劍甲兵
- 最上級兵種：技甲獵兵、特殊技甲兵、劍甲獵兵、爆劍兵

防彈盾牌與裝甲服為技甲兵帶來高人一等的防禦力，讓它們可以在敵軍炮火中穿梭自如，雖然移動力略低，但攜帶的軍用板鉗仍具有相當威力，另外技甲兵在戰場上同時也要負擔起維修據點沙包與設置/清除地雷的工作，之後可選擇繼續往技甲兵系發展或是轉職成專門負責近距離戰鬥的劍甲兵系。
支援兵系
- 基本兵種：支援兵
- 上級兵種：上級支援兵、樂奏兵
- 最上級兵種：支援獵兵、衛生兵、樂奏獵兵、軍樂兵

回復戰友生命值、補充彈藥和維修車輛三個是支援兵在戰場上的主要任務，在移動與防禦力方面則可以達到偵查兵的水平，在戰鬥的部分，主要武器手槍雖然射程較短，但近距離仍有不錯的威力，之後可選擇繼續往支援兵系發展或是轉職成可提升友軍能力的樂奏兵系。
對戰車兵系
- 基本兵種：對戰車兵
- 上級兵種：上級對戰車兵、迫擊兵
- 最上級兵種：對戰車獵兵、機動對戰車兵、重迫擊兵、機動迫擊兵

專司應付戰車的兵種，移動力低，但持有的反戰車槍對裝甲攻擊力很高，身上穿的戰鬥服能有效對抗爆炸性傷害，之後可選擇往對戰車兵系發展或是轉職成為可以轟炸據點的迫擊兵系。

## 車輛與槍械
本作與前一代相較之下，大幅強化車輛單位的戰略性，可以進行架橋、開路等工作，使戰車的功能並不侷限在殺敵之上，並提供多種等級武裝車輛來讓玩家選擇使用。玩家可在「研究開發棟」之中調整車輛的砲塔、裝置、配件與迷彩塗裝等參數，創造一輛屬於自己獨特的戰車。
- 輕型戰車：大幅強化戰車的移動速度，與步兵協同作戰可發揮奇效，但在防禦力方面就比較令人費心了(消費1)。
- 中型戰車：在火力、防禦力與速度方面取得一個相對平衡的戰車(消費2)。
- 重型戰車：火力與防禦力皆屬上乘，是敵軍步兵與戰車的惡夢，只可惜移動時所消耗的指揮點數所費不貲(消費3)。
- 裝甲車：本作新增車種，裝甲亦是上述三者最差，用途偏向現實世界中的裝甲運兵車，可快速運送步兵展開突襲，運用妥當的話，功能上及戰術運用上都可超越上述三種車輛(消費1)。

## 用語・世界觀
藍席爾王立士官學校（Lanseal Rayal Military Acadcmy）
位於加利亞公國的南部，匯集了來自各階層的菁英，有著超過200年以上的悠久歷史的軍事學校。
全民皆兵制度
遊戲中加利亞公國的制度，當遭受外敵侵略之時，公國就可以徵召義勇軍平亂。但內戰發生時，無法依此制度徵兵，公國因此吃了不少苦頭。
人造瓦爾基里亞
以科學之手來重現古代瓦爾基里亞人一騎當千的戰鬥力為目標的技術，前作的準皇太子馬克西米里安在決戰時就是使用類似這種科技。
大西洋聯邦機構
簡稱聯邦，占有歐洲大陸的西半部，實行民主共和制國家的集合體，想要拉攏加利亞公國加入聯邦。征歷1936年於大西洋聯邦機構與東歐洲帝國聯合北方邊境大勝東歐洲帝國聯合，但由於無法拉攏加利亞公國加入聯邦對抗帝國，轉而與加利亞革命軍建交，提供革命軍先進武器及設備，想與加利亞革命軍聯手推翻加利亞公國與蘭德古利茲一家。

## 評價
Fami通雜誌的交叉評論單元給予本作35分（滿分40分），以比前作高一分的分數進入白金殿堂，並在「Best pick of this week」專欄中獲得四位評審的一致推薦 。而海外版發售後也普遍獲得正面評價，在2010年的E3展上，在Editors' Choice Winner獎項中，獲得「Best PSP Game」與「Best Role-Playing Game」兩項殊榮。

## 主題曲
主題曲「Our Story」
歌：CHEMISTRY、作詞：只野菜摘、作‧編曲：江上浩太郎

## 追加下載任務
遊戲在發售之後的每個禮拜四，在SONY的PSN網站上都提供追加任務供玩家下載，這類任務都有一定的困難度，但完成後的報酬通常是大量金錢、高級素材或無法以開發手段取得的強力特殊武器。如果覺得任務難度太高，一個人無法完成，這些任務大部分亦提供多人連線，讓玩家互相合作來挑戰這些超難關。追加下載任務除了第一個任務「梅爾菲亞市的危機」是免費之外，其餘價格均為100日圓。
戰場女武神2追加下載任務列表：
1. 2010年1月21日：「梅爾菲亞市的危機」（メルフェアの危機）
2. 2010年2月4日：「對抗F班的攻略戰演習 」（攻略戦演習 対F組）
3. 2010年2月10日：「激戰!梅爾法雅市ＥＸ」（メルフェアの危機ＥＸ）
4. 2010年2月18日：「限時山谷」（刻限の谷）
5. 2010年2月18日：「偵查兵，秘密課程畢業考試」（偵察兵 裏課程修了試験）
6. 2010年2月25日：「極限挑戰」（アルティメットチャレンジ）
7. 2010年3月4日：「對抗E班的掃蕩戰演習」（掃討戦演習 対E組）
8. 2010年3月11日：「嵐撃坑」（嵐撃坑）
9. 2010年3月18日：「突襲兵秘密課程畢業考試」（突撃兵 裏課程修了試験）
10. 2010年3月25日：「SEVENPEACE」（セブンピース）
11. 2010年4月1日：「對抗D班的防衛戰演習」（防衛戦演習 対Ｄ組）
12. 2010年4月8日：「對戰車兵秘密課程畢業考試」（対戦車兵 裏課程修了試験）
13. 2010年4月15日：「激戰!杜魯法恩礦山ＥＸ」（激戦！ドルフェイン鉱山EX）
14. 2010年4月22日：「亡靈們的狂宴」（亡霊たちの狂宴）
15. 2010年5月6日：「對抗C班的物資回收演習」（物資回収演習 対C組）
16. 2010年5月13日：「激戰!羅伊達魯峽谷ＥＸ」（激戦！ロインダール峡谷EX）
17. 2010年5月20日：「支援兵秘密課程畢業考試」（支援兵 裏課程修了試験）
18. 2010年5月27日：「艦上的槍舞」（艦上の銃舞）
19. 2010年6月3日：「技甲兵秘密課程畢業考試」（技甲兵 裏課程修了試験）
20. 2010年6月10日：「激戰!蘭錫爾士官學校ＥＸ」（激戦！ ランシール士官学校EX）
21. 2010年6月17日：「雙重猛攻」（二重の猛攻）
22. 2010年6月24日：「蒼之終末」（蒼の終末）

## 連動企畫
- 夢幻之星攜帶版2（PSP遊戲）

擁有遊戲存檔即可提前開啟追加任務「リトルウイング的挑戰書」與「ガーディアンズ的委託書」與客串參戰角色艾蜜莉亞及特殊戰車紋章貼紙。
- 戰場女武神（一代遊戲與動畫版）

擁有一代遊戲存檔即可提前使用客串參戰角色伊莎拉、法魯迪奧、馬克西米里安及特殊戰車紋章貼紙；購買動畫版DVD第六卷可提前使用客串參戰角色艾莉西雅(TV版造型)、拉瑪爾‧瓦爾特。
- 戰場女武神－wish your smile－（外傳漫畫）

輸入連載最後1集與單行本第2集所附之密碼後，可使用客串參戰角色敏茲、尤里烏斯‧克羅傑。

## 漫畫
『戦場のヴァルキュリア２-our only days-』
以傑利的觀點來詮釋遊戲劇情的官方外傳漫畫，由黒山メッキ擔任作畫，月刊comic B's-LOG 2010年5月28日起開始連載，單行本則由Enterbrain發行，中文版由青文出版社發行。
- 第1集 2011年1月31日發售，ISBN 978-4-04-727003-9（日文版）、2012年7月18日發售；ISBN 978-9-8631-0244-1（中文）
- 第2集 2011年9月1日發售，ISBN 978-4-04-727501-0（日文版）、2013年2月7日發售；ISBN 978-9-8631-0503-9（中文）

『戦場のヴァルキュリア2 蒼光のエイリアス』
描寫愛麗雅絲的成長與戰鬥的官方外傳漫畫，由士土大介擔任作畫，2010年2月27日起在電擊萌王月刊開始連載，單行本則由電撃コミックス發行。
- 第1集 2011年1月27日發售，ISBN 978-4-04-870201-0（日文版）

『戦場のヴァルキュリア２』
與遊戲同名漫畫，不同於其它兩部外傳漫畫，以主角阿邦的角度來描述劇情，作畫由渡里擔任，月刊CompAce 2008年8月26日起開始連載，單行本則由角川書店發行。
- 第1集 2011年1月26日發售；ISBN 978-4-04-715605-0（日文版）

## 相關商品
音樂CD
戰場女武神2加利亞王立士官學校遊戲原聲帶（戦場のヴァルキュリア２ ガリア王立士官学校 オリジナル・サウンドトラック）
2010年1月27日發售
戰場女武神Song Collection（戦場のヴァルキュリア ソングコレクション）
2010年4月21日發售
書籍
戰場女武神2加利亞王立士官學校 兵科將校養成讀本（戦場のヴァルキュリア2ガリア王立士官学校兵科将校養成読本）
2010年1月21日發售，講談社發行，ISBN 978-4-06-367247-3 （日文版）
戰場女武神2加利亞王立士官學校 完全攻略本（戦場のヴァルキュリア2ガリア王立士官学校 コンプリートガイド）
2010年3月18日發售，Enterbrain發行，ISBN 978-4-04-726427-4（日文版）
2010年9月20日發售，青文出版社發行，ISBN 978-9-86-256487-5（中文版）
戰場女武神2加利亞王立士官學校 WORLD ARTWORKS（戦場のヴァルキュリア2ガリア王立士官学校 WORLD ARTWORKS）
2010年10月8日發售，Enterbrain發行，ISBN 978-4-04-726857-9（日文版）
2011年8月11日發售，青文出版社發行，ISBN 978-9-86-256892-7（中文版）
完成品
戰場女武神2加利亞王立士官學校 ExtraFigure（戦場のヴァルキュリア2 ガリア王立士官学校 エクストラフィギュア）
2010年2月 無比例 PVC製アミューズメント遊樂場專用景品 全2種（柯潔特、尤莉雅娜）

## 備註
1. ↑  .   [2010-11-23]. （原始内容存档于2019-12-09）.
2. ↑  .   [2010-11-23]. （原始内容存档于2021-03-09）.
3. ↑  http://www.eurogamer.net/articles/2010-08-31-valkyria-chronicles-ii-review?page=1
4. ↑  .   [2010-11-23]. （原始内容存档于2021-01-26）.
5. ↑  http://www.gamesradar.com/psp/valkyria-chronicles-2/review/valkyria-chronicles-ii-review/a-2010090712111358031/g-2009091610500698069
6. ↑  .   [2010-11-23]. （原始内容存档于2011-08-31）.
7. ↑  .   [2010-11-23]. （原始内容存档于2012-04-16）.
8. ↑  .   [2010-01-16]. （原始内容存档于2019-07-11）.
9. ↑  .   [2010-08-30]. （原始内容存档于2010-07-26）.
10. ↑  .   [2010-08-30]. （原始内容存档于2010-09-15）.
11. ↑  （日本）週刊ファミ通2010年1月28日号，（臺灣）電玩通週刊vol.275
12. ↑  「ガーディアンズ」（守護者）與「リトルウイング」（Little Wing）分別是夢幻之星遊戲世界中的警備及軍事公司組織。

## 外部連結
遊戲
- （日語）戰場女武神2官方網站 （页面存档备份，存于）
- （日語）戰場女武神官方部落格「 陣中日誌」
- （日語）戰場女武神2公式部落格[]

漫畫
- （日語）戰場女武神2-our only days-官方漫畫連載網頁（免費線上閱讀） （页面存档备份，存于）
- （日語）電擊萌王公式網頁 （页面存档备份，存于）
- （日語）月刊CompAce公式網頁